# Condrodite
La condrodite è un minerale appartenente al gruppo dell'humite.
La Condrodite rinvenuta a Premosello (Val Grande- Cusio Val D'Ossola) ha un ambito cristallino, preciso identico a quello degli Stati Uniti, perché non prede forma rombica, ma bensì, piccoli globuli rotondeggianti, o a diverse sfaccettature.

## Forma in cui si presenta in natura
Perlopiù la condrodite si presenta in forme rotondeggianti, o a diverse sfaccettature.